# Anomalurus derbianus
L'anomaluro comune o anomaluro di Lord Derby (Anomalurus derbianus Gray, 1842) è un mammifero roditore della famiglia degli Anomaluridi.

## Distribuzione
Con sedici sottospecie (Anomalurus derbianus beldeni, Anomalurus derbianus chrysophaeus, Anomalurus derbianus cinereus, Anomalurus derbianus derbianus, Anomalurus derbianus erythronotus, Anomalurus derbianus fraseri, Anomalurus derbianus jacksoni, Anomalurus derbianus neavei, Anomalurus derbianus nigrensis, Anomalurus derbianus orientalis, Anomalurus derbianus parvus, Anomalurus derbianus squamicaudus, tutte considerate in vari periodi specie a sé stanti) ha areale frammentato in due parti: una popolazione vive lungo la Costa degli Schiavi, in Sierra Leone, Liberia, Costa d'Avorio, Ghana, mentre un'altra è diffusa dalla Guinea Equatoriale attraverso l'Africa equatoriale, fino alle coste di Kenya e Tanzania ed a sud fino allo Zambia centro-orientale ed al Mozambico settentrionale.
L'habitat di questa specie è costituito dalle foreste tropicali con vegetazione assai fitta, nell'ambito delle quali colonizza le parti alte e le cime degli alberi.

## Descrizione

### Dimensioni
Misura fino a 35 cm di lunghezza, cui si somma la coda, che è lunga i tre quarti del corpo: il peso raggiunge il chilogrammo.

### Aspetto
Le dimensioni ed il colore di questi animali variano a seconda delle sottospecie, col pelo che varia dal grigiastro al rossiccio con brizzolature argentate: è però sempre presente un caratteristico disegno facciale che comprende una banda nera che dal naso corre ai lati della faccia, raggiungendo gli occhi, le orecchie e ricongiungendosi sulla nuca a mo' di mascherina, mentre la testa è di colore bianco. Anche la zona ventrale è di colore bianco.

Il pelo è sempre folto e di consistenza vellutata, più lungo sul corpo rispetto alla testa. La coda è solitamente nera nella sua metà distale, che appare più grande in virtù del folto pelo che la ricopre, mentre le orecchie sono nude e di colore rosato. Sul terzo prossimale inferiore della coda sono presenti dodici scaglie cornee disposte in due file parallele. Come anche le altre specie congeneri, l'anomaluro comune possiede un patagio che si estende fra il polso ed il tallone delle zampe di ciascun lato, e dai talloni all'attaccatura della coda. Spesso il bordo del patagio, così come le zampine, sono ricoperti di peli neri, mentre la parte ventrale di esso è quasi del tutto glabra. Le zampe, dotate di 4 dita ciascuna, sono munite di forti unghiette ricurve.

## Biologia
Si tratta di animali dalle abitudini principalmente crepuscolari e notturne: durante le prime ore del mattino o nel tardo pomeriggio, tuttavia, questi animali possono fare dei lunghi bagni di sole. Passano il giorno riposando in gruppi anche di una decina di individui in cavità naturali dei tronchi d'albero, che vengono utilizzate anche per vari anni dallo stesso gruppo. Ciascun gruppo pare vivere in un territorio ben definito che si estende per tre o quattro acri, nell'ambito del quale ciascun esemplare si muove per circa un chilometro per notte,

Dopo il tramonto, questi animali si muovono però solitari o tutt'al più in coppie, planando di albero in albero per distanze pari anche ad oltre 100 m (alcune fonti riportano voli anche superiori ai 250 m). Durante l'atterraggio, l'animale abbassa la coda, in modo tale da far sfregare le scaglie sottocaudali contro il substrato, creando un attrito che ne decreta la fermata.

### Alimentazione
Si nutre principalmente di corteccia, oltre che di frutta e semi. L'anomaluro comune preferisce la corteccia spessa del tronco e tende a nutrirsi sempre agli stessi alberi, staccando una striscia di corteccia ciascuno ogni notte: a volte la corteccia viene rimossa unicamente per leccare la resina che sgorga dalla pianta.

### Riproduzione
Nelle sottospecie delle foreste secche, la riproduzione e stagionale e cade verso la fine del periodo delle piogge, mentre per le sottospecie che abitano la foresta pluviale essa può avvenire durante tutto l'arco dell'anno. La femmina partorisce da uno a tre cuccioli per parto, anche se possiede un solo paio di mammelle e pertanto in caso di parti trigemini uno dei cuccioli è destinato a morire d'inedia. I piccoli sono già in grado di vedere e ricoperti di pelo alla nascita, anche se rimangono nel nido (che può non essere lo stesso in cui dormono gli adulti) fino a crescita ultimata: lo svezzamento è graduale, con ambedue i genitori che cominciano ben presto a portare ai piccoli cibo già masticato che conservano nelle tasche guanciali.